# Carlos Alberto Parreira
Carlos Alberto Gomes Parreira (* 27. Februar 1943 in Rio de Janeiro) ist ein ehemaliger brasilianischer Fußballtrainer. Er war insgesamt drei Mal Nationaltrainer seines Landes, mit dem er 1994 als seinen mit Abstand größten Erfolg die Fußball-Weltmeisterschaft gewann, und darüber hinaus vielfach bei anderen Vereinen und Nationalmannschaften als Trainer beschäftigt. Von November 2012 bis Juli 2014 war Parreira Technischer Direktor der Seleção.
Carlos Parreira nahm sechsmal als Trainer an Fußball-Weltmeisterschaften teil: mit Kuwait 1982, den Vereinigten Arabischen Emiraten 1990, Brasilien 1994 und 2006 sowie mit Saudi-Arabien 1998 und Südafrika 2010. 1970 war er bereits als Fitnesstrainer (preparador físico) der Brasilianer dabei.
Im Jahr 1997 trainierte Parreira die MetroStars in der Major League Soccer. In seiner Karriere trainierte er zwei bekannte brasilianische Vereine: Fluminense FC und Corinthians, und er erhielt mit dem brasilianischen Pokal und der Staatsmeisterschaft von São Paulo 2003 zwei Auszeichnungen mit seinen Mannschaften. 1991 wurde er zudem mit der Provinzmannschaft CA Bragantino überraschend brasilianischer Vizemeister. Ferner trainierte er 1994/95 den FC Valencia und 1995/96 Fenerbahçe Istanbul, wo er auf Anhieb die türkische Meisterschaft holte.
Ab dem 8. Januar 2003 war er zum dritten Mal Trainer der brasilianischen Nationalmannschaft, mit der er 1994 Fußball-Weltmeister wurde. 2005 gewann er mit Brasilien den Confed-Cup in Deutschland. Bei der Fußball-Weltmeisterschaft 2006 schied er mit Brasilien jedoch im Viertelfinale aus. Das frühe Scheitern des Titelverteidigers galt als größte Überraschung des Turniers. Am 19. Juli 2006 trat Parreira von seinem Amt als Nationaltrainer zurück, sein Nachfolger wurde Carlos Dunga.
Parreira wurde 2007 Trainer der südafrikanischen Nationalmannschaft. Nachdem er am 21. April 2008 auch hier seinen vorzeitigen Rücktritt erklärt hatte, kehrte er im Oktober 2009 wieder auf den Posten zurück, den er bis zum Ende der WM 2010 als Trainer des Gastgeberlandes innehatte.
Anfang 2009 übernahm Parreira erneut das Training beim Fluminense FC in Rio de Janeiro – sein nunmehr vierter Trainervertrag bei dem Klub. Nach einer Niederlagenserie wurde er wenige Monate später jedoch wieder entlassen.
Parreira betreute im Laufe seiner Karriere sechs verschiedene Nationalmannschaften. Ungewöhnlich ist außerdem, dass er bei gleich fünf verschiedenen Arbeitgebern mehrfach unter Vertrag stand. So war er zweimal Nationaltrainer von Südafrika, Saudi-Arabien und den Vereinigten Arabischen Emiraten und sogar dreimal brasilianischer Nationaltrainer und viermal bei Fluminense beschäftigt. Allerdings umfassten 19 seiner insgesamt 25 Amtszeiten maximal rund ein Jahr – so brachte er es allein zwischen 1994 und 2003 auf neun verschiedene Stationen.
Am 29. November 2012 wurde Parreira zum technischen Direktor der Nationalmannschaft bestellt. Diese sollte er zusammen mit dem neuen und alten Trainer Luiz Felipe Scolari zur Weltmeisterschaft 2014 im eigenen Land führen. Nachdem die brasilianische Nationalmannschaft bei der Fußball-Weltmeisterschaft 2014 lediglich den vierten Platz erreicht hatte, beendete der brasilianische Fußballverband Confederação Brasileira de Futebol (CBF) am 14. Juli 2014 die Zusammenarbeit.
Am 12. Januar 2024 gab der CBF, auf Bitten von Parreiras Familie, bekannt, dass er an Morbus Hodgkin, einem bösartigen Tumor des Lymphsystems, erkrankt ist. Parreira befinde sich seit vier Monaten in Chemotherapie und zeige „eine exzellente Antwort“. In Folge des Todes seines Freundes und Kollegen Mário Zagallo gab Parreira TV Globo ein Fernsehinterview und man sah ihn in hagerer Gestalt mit hohlen Wangen und schütterem Haar. Um weitere Spekulationen zu unterbinden, machte die Familie Parreiras den Lymphdrüsenkrebs öffentlich.